# Torai Kamata
Torai Kamata (鎌田 斗来 Kamata Torai?), född 26 maj 1999 i Akita prefektur, är en japansk fotbollsspelare.
Kamata började sin karriär 2017 i Blaublitz Akita.